# Macedonianismo
O macedonianismo foi um movimento herético que surgiu em meados do século IV, que deve seu nome ao Patriarca de Constantinopla Macedônio I e que negava a divindade do Espírito Santo
Os seguidores dessa nova abordagem radical também foram chamados pneumatómacos, "adversários do Espírito".

## História
Surgida num momento em que a Igreja estava imersa em disputas teológicas, causadas pelo arianismo, que negava o Filho consubstancial ao Pai, os macedonianos não negaram a consubstancialidade, mas o Espírito Santo, que consideravam uma criatura do Filho e, portanto, inferior a este.. Acredita-se que eles ensinavam que o Espírito Santo era uma criação do Filho e um servo do Pai e do Filho.

### Macedônio
O líder dos heréticos acusados de distorcerem o ensinamento apostólico sobre o Espírito Santo era Macedônio I, que ocupava a cátedra de Constantinopla como arcebispo no século IV e encontrou seguidores entre antigos arianos e semi-arianos. Ele chamava o Espírito Santo de criatura do filho e servente do Pai e do Filho. Os que acusaram esta heresia eram os padres da igreja como Basílio, o Grande, Gregório Teólogo, Atanásio, o Grande, Gregório de Níssa, Ambrósio de Milão, Anfilóquio, Diodoro de Tarso e outros que escreveram obras contra os heréticos. Os ensinamentos de Macedônio fora refutados primeiro numa série de concílios locais e, finalmente, no Primeiro Concílio Ecumênico, em Constantinopla, no ano de 381, se completou o credo de Niceia com estas palavras:
| “ | "Creio no Espírito Santo, Senhor e fonte de vida, que procede do Pai (e do Filho); e com o Pai e o Filho é adorado e glorificado: Ele falou pelos profetas." | ” |
|   | — Adição ao Credo de Niceia provocada pela heresia macedoniana.                                                                                              |   |

Macedônio pregava ainda que o Filho era de uma "substância similar" (homoiousia) à do Pai  mas não da "mesma essência" (Homoousia). Como resultado do Segundo Concílio Ecumênico, a homoousion se tornou a definição aceita na ortodoxia cristã.

## Macedonianos
Os macedonianos continuaram a apoiar o partido homoiousiano no Concílio de Antioquia e no Concílio de Selêucia, condenando os credos homoianos de Concílio de Arímino e de Constantinopla convocando novos sínodos para apoiar sua visão e condenar a dos adversários.
A natureza da conexão entre os macedonianos e o bispo Macedônio I não é muito clara. A maior parte dos estudiosos acredita que Macedônio teria morrido por volta de 360, antes da emergência da seita. Os escritos de Macedônio se perderam e sua doutrina é conhecida apenas pela refutação dos líderes da igreja. Dois proeminentes santos do século IV, Atanásio, o Grande e Basílio, o Grande, escreveram contra o macedonianismo (Nas Cartas à Serapião e Sobre o Espírito Santo, respectivamente).
A heresia macedoniana foi finalmente suprimida pelo imperador Teodósio I.

### Macedonianos proeminentes
- Eustáquio , bispo de Sebaste.[8]
- Maratônio, bispo de Nicomédia (c. 351 -?).[9]
- Elêusio, bispo de Cízico (c. 351-360).[10]13 [11]
- Sofrônio, bispo de Pompeiópolis (? -360).[12]
- Sabino, bispo de Heracleia.[13]
- Marciano, bispo de Lâmpsaco[14]

## Opositores veementes
- Atanásio, bispo de Alexandria
- Basílio, o Grande
- São Serapião